# Suctobelbella delessei
Suctobelbella delessei är en kvalsterart som först beskrevs av Karl Strenzke 1955.  Suctobelbella delessei ingår i släktet Suctobelbella och familjen Suctobelbidae. Inga underarter finns listade i Catalogue of Life.